# 묘포

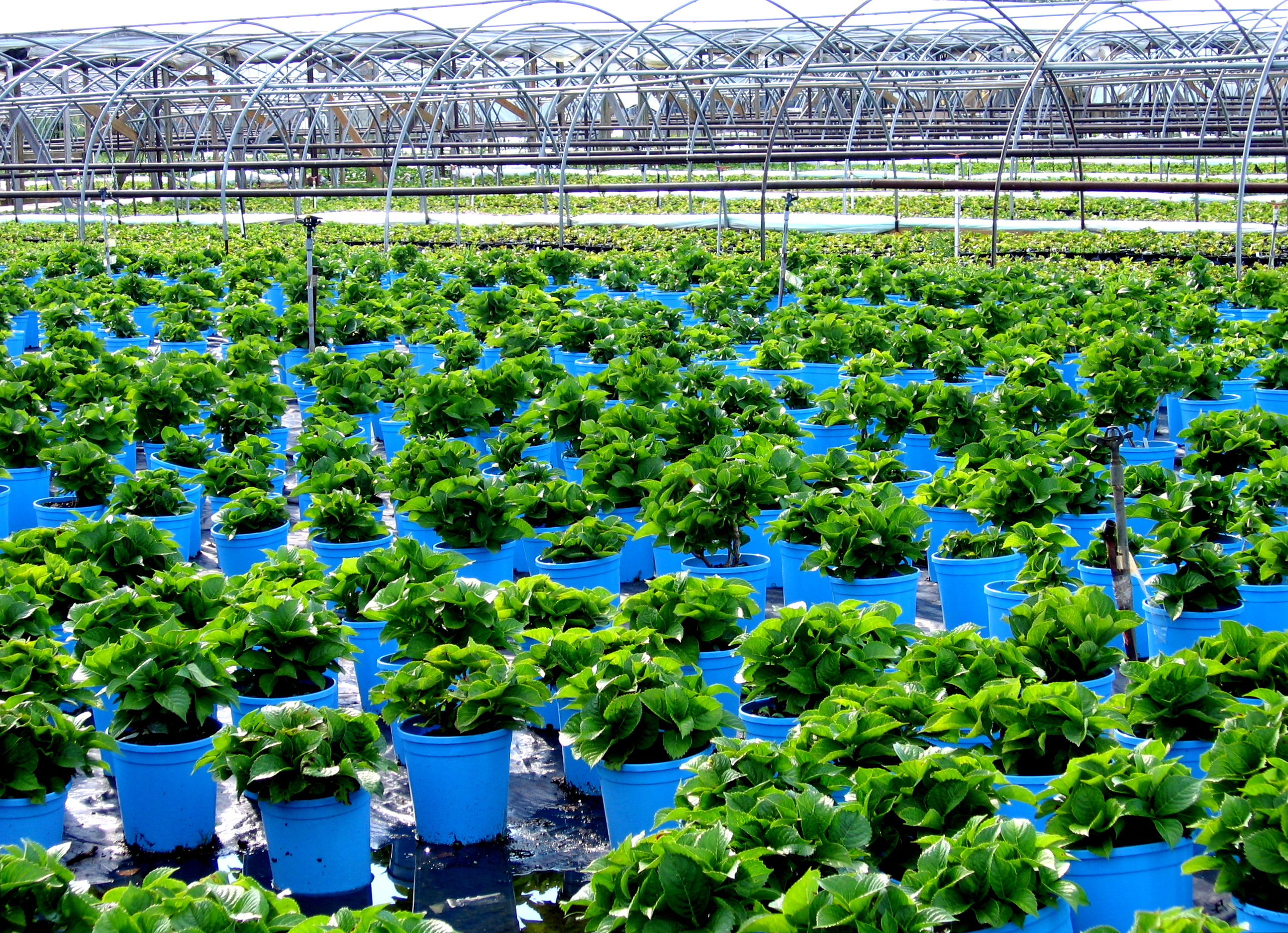

묘포(苗圃)는 5년생 이하의 어린 나무를 길러내는 밭이다. 평탄한 지형의 물이 잘 빠지는 토양이 적합하다. 또 주위에는 방풍림을 만들어 주어 강한 햇볕과 찬바람을 막을 수 있도록 한다.